# Leone del Pireo
Il Leone del Pireo è una delle quattro statue di leoni presenti all'esterno dell'Arsenale di Venezia.

## Storia e caratteristiche
La statua originariamente si trovava al Pireo, l'antico porto di Atene. Fu portata a Venezia come bottino, dal comandante navale Francesco Morosini nel 1687, durante le guerre della Lega Santa contro l'Impero ottomano, quando i veneziani assediarono Atene. Copie della statua si trovano al Museo Archeologico del Pireo e al Museo Storico di Stoccolma.
Il leone era un monumento molto noto del Pireo, dove si trovava dal I o II secolo. La sua notorietà era tale che gli italiani chiamavano il porto Porto Leone.
L'animale è seduto, ha la gola cava e aveva sul retro il segno (ora scomparso) di un tubo. Ciò fa pensare a un suo precedente utilizzo come fontana.
La statua, di marmo bianco, alta circa 3 metri, è particolarmente conosciuta per essere stata oggetto di una singolare manomissione avvenuta intorno alla seconda metà dell'XI secolo, a opera di alcuni scandinavi che incisero due lunghe iscrizioni runiche sulle spalle e sui fianchi del leone. Le rune sono incise seguendo la forma di un elaborato lindworm (dragone), motivo ricorrente in altre pietre runiche che si trovano in Scandinavia.
Gli incisori erano quasi certamente Variaghi, mercenari scandinavi al servizio dell'Impero bizantino che erano stati inviati in Grecia a reprimere una rivolta della popolazione locale. Qualche anno fa [quando?] una copia di questo leone è stata ricollocata nella posizione che occupava nel porto del Pireo.

## Iscrizioni e traduzioni

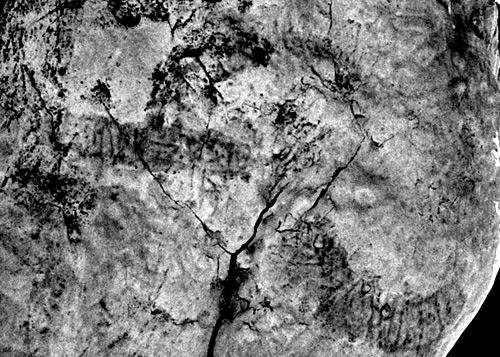
Immagine dell'iscrizione sul fianco destro del leone (con il contrasto aumentato per migliorare la visibilità).

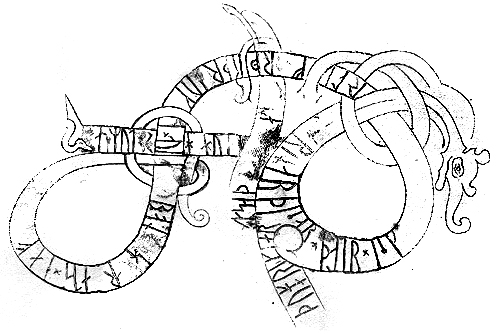
Disegno della stessa iscrizione fotografata sopra

Le iscrizioni non vennero identificate come rune sino alla fine del XVIII secolo quando furono notate dal diplomatico svedese Johan David Åkerblad. Furono trascritte e tradotte per la prima volta nella metà del XIX secolo da Carl Christian Rafn, segretario della Kongelige Nordiske Oldskrift-Selskab (Società Reale degli Antiquari Nordici). Le iscrizioni sono state erose dalle intemperie e dall'inquinamento atmosferico, che hanno reso difficilmente leggibili alcuni dei suoi caratteri. Le lacune nel testo sono state pertanto colmate dagli interpreti mediante ipotesi e inferenze sul loro significato, basandosi su ciò che è rimasto leggibile.
Seguono le due iscrizioni e la traduzione di Rafn (le lettere leggibili sono in grassetto, le altre sono state ricostruite):
Lato destro del leone:
- ASMUDR : HJU : RUNAR : ÞISAR : ÞAIR : ISKIR : AUK: ÞURLIFR : ÞURÞR : AUK : IVAR : AT : BON : HARADS : HAFA : ÞUAT : GRIKIAR : UF : HUGSAÞU : AUK : BANAÞU :
  - Asmund incise queste rune con Asgeir e Thorleif, Thord e Ivar, su richiesta di Harold l'Alto, nonostante i greci riflettendoci lo vietino.

Lato sinistro del leone:
- HAKUN : VAN: ÞIR : ULFR : AUK : ASMUDR : AUK : AURN : HAFN : ÞESA : ÞIR : MEN : LAGÞU : A : UK : HARADR : HAFI : UF IABUTA : UPRARSTAR : VEGNA : GRIKIAÞIÞS : VARÞ : DALKR : NAUÞUGR : I : FIARI : LAÞUM : EGIL : VAR : I : FARU : MIÞ : RAGNARR : TIL : RUMANIU . . . . AUK : ARMENIU :
  - Hakon con Ulf e Asmund e Örn conquistarono questo porto. Questi uomini e Harold l'Alto imposero una forte tassa a causa della rivolta dei greci. Dalk è tenuto prigioniero in terre lontane. Egil è andato in missione con Ragnar in Romania e in Armenia.

Alcuni hanno tentato di collegare il nome Harald, citato nelle iscrizioni, con il sovrano Harald III di Norvegia, ma il periodo in cui esso fu inciso non coincide con quello in cui fu al servizio dell'Imperatore di Bisanzio.

## Altre immagini

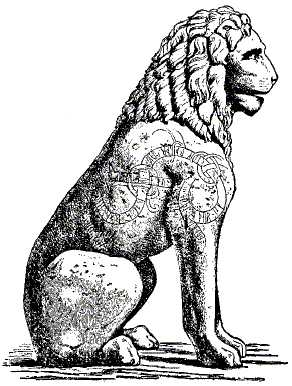
Disegno del leone del Pireo con l'iscrizione a forma di lindworm sulla spalla-fianco
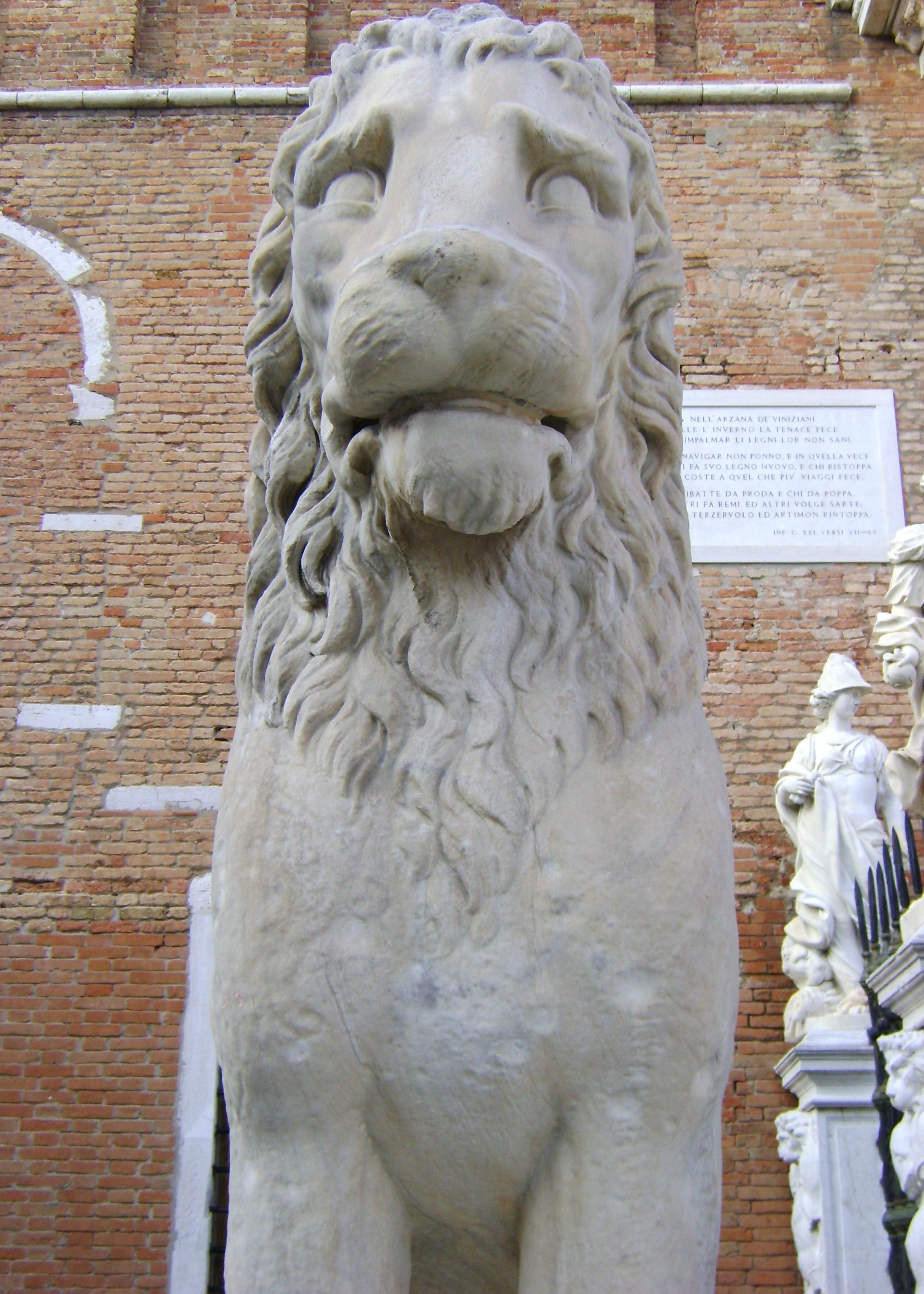
Fronte
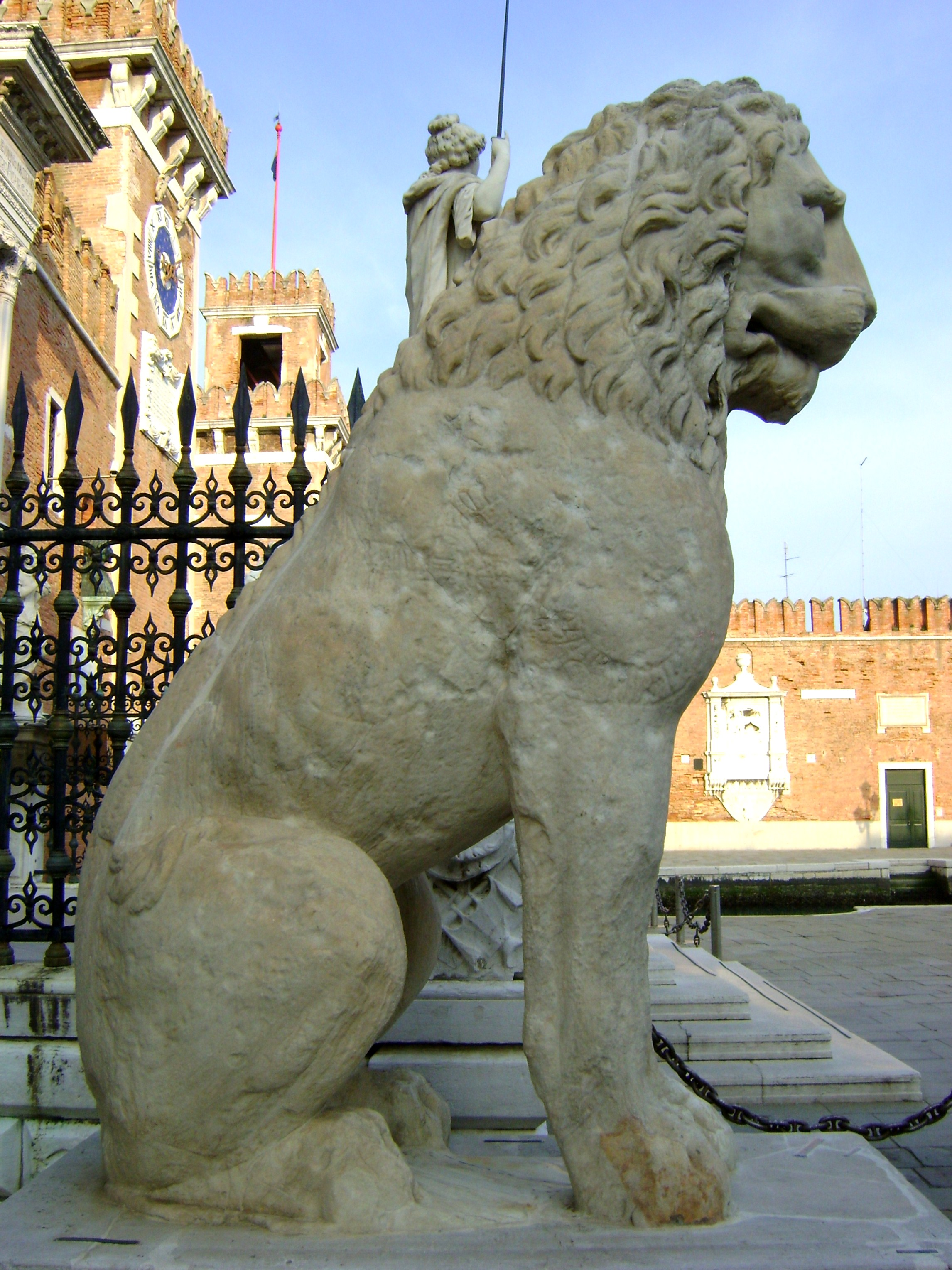
Lato
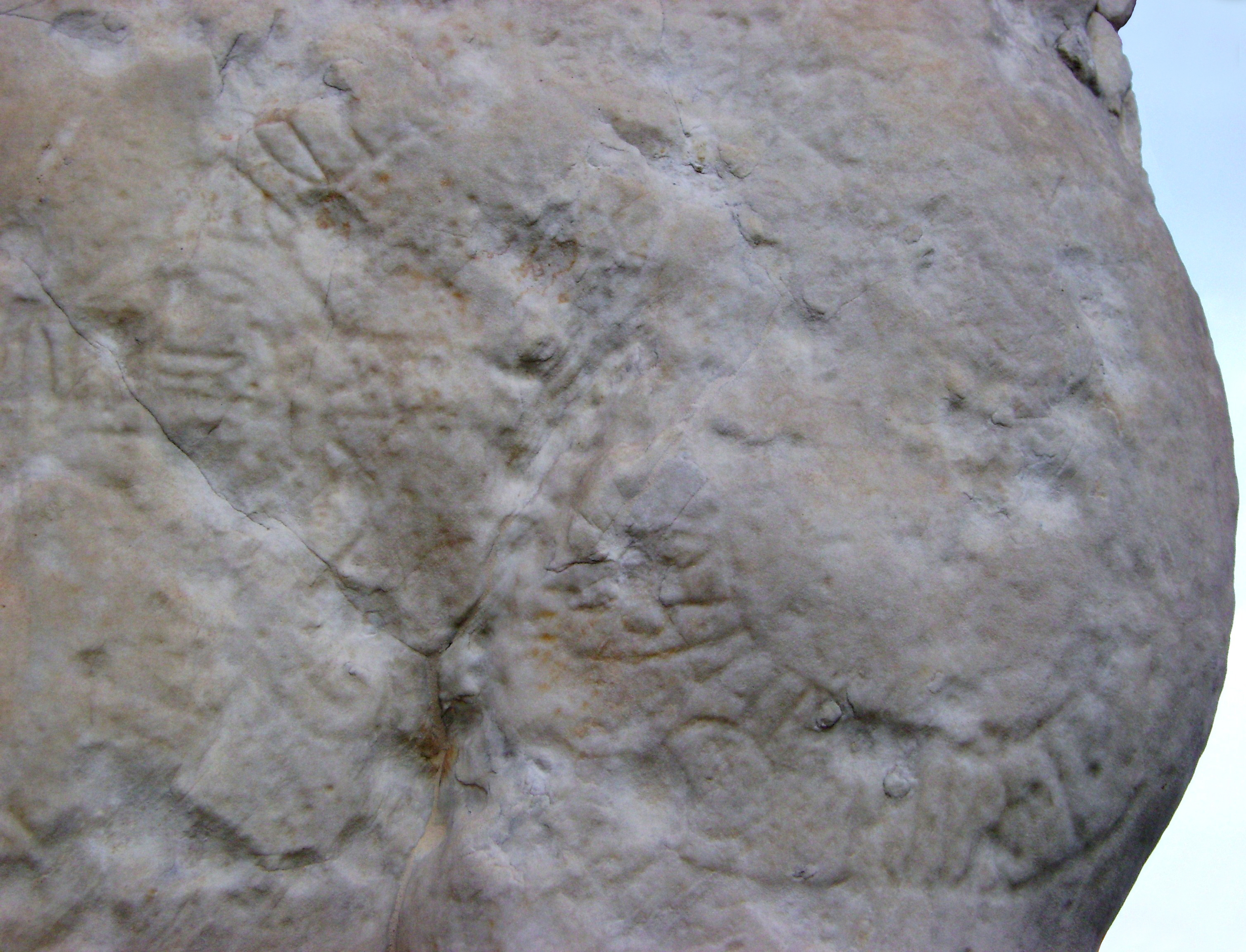
Particolare delle rune